# Scorpaenodes steinitzi
Scorpaenodes steinitzi és una espècie de peix pertanyent a la família dels escorpènids.

## Descripció
- Fa 5,5 cm de llargària màxima.[5]

## Hàbitat
És un peix marí, demersal i de clima tropical.

## Distribució geogràfica
Es troba al mar Roig.

## Observacions
És inofensiu per als humans.